# Ælfflæd (fille d'Offa)
Pour les articles homonymes, voir Ælfflæd.
Ælfflæd est une princesse anglo-saxonne du VIIIe siècle.

## Biographie
Ælfflæd est l'aînée des filles du roi de Mercie Offa et de son épouse Cynethryth. Une charte d'authenticité douteuse suggère qu'elle est en âge d'être mariée à la fin des années 780. Il est possible que ce soit elle qui ait été promise à Charles le Jeune vers 789, provoquant une querelle diplomatique entre Charlemagne et Offa. La Chronique anglo-saxonne rapporte qu'elle épouse le roi de Northumbrie Æthelred Ier à Catterick le 29 septembre 792. Il est assassiné quatre ans plus tard et on ne lui connaît pas d'enfants.